# 불사조 기사단
불사조 기사단(Order of the Phoenix)은 J. K. 롤링의 작품 해리 포터 시리즈물에 나오는 비밀 단체다. 알버스 덤블도어가 볼드모트와 그의 추종자인 죽음을 먹는 자들과 싸우기 위해 설립한 이 기사단은 해리 포터와 불사조 기사단의 제목에도 등장한다.

## 단원
- 시리우스 블랙
- 플뢰르 델라쿠르
- 애버포스 덤블도어
- 프랭크, 앨리스 롱바텀
- 먼던구스 플레처
- 리무스 루핀
- 앨러스터 무디
- 루베우스 해그리드
- 제임스 포터
- 릴리 포터
- 킹슬리 샤클볼트
- 님파도라 통스
- 아서 위즐리
- 빌 위즐리
- 찰리 위즐리
- 몰리 위즐리
- 미네르바 맥고나걸
- 앤디 피스토
- 세베루스 스네이프
- 헤스티아 존스
- 데달루스 디글
- 알버스 덤블도어
- 프레드, 조지 위즐리
- 마를렌느 맥키논

## 같이 보기
- 해리 포터와 불사조 기사단